# لوكاس دفوراك
لوكاس دفوراك (بالتشيكية: Lukáš Dvořák)‏ هو لاعب كرة قدم تشيكي في مركز الدفاع، ولد في 30 يناير 1984 في تشيكوسلوفاكيا. لعب مع نادي تيبليتسه.

## وصلات خارجية
- لوكاس دفوراك على موقع قاعدة بيانات كرة القدم.إي يو (الإنجليزية)
- لوكاس دفوراك على موقع Soccerway.com (الإنجليزية)